# КД-35

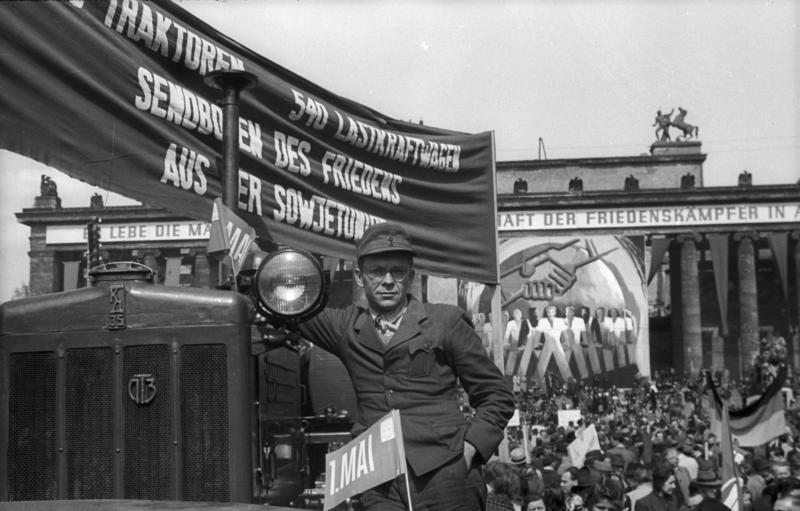
КД-35 в ГДР
1 мая 1949 года

КД-35 — гусеничный трактор, выпускавшийся с 1947 по 1960 год Липецким тракторным заводом, с 1950 года по 1951 годы Минским тракторным заводом и с 1951 года Брашовским тракторным заводом (Брашов, Румыния).
Трактор предназначен для работы с плугом и другими навесными орудиями.
Всего на Липецком заводе было выпущено 113 600 тракторов, в том числе модификация КДП-35.
С 1950 по 1958 год выпускалась модификация трактора — КДП-35. Этот трактор имел увеличенный дорожный просвет и более широкую колею, меньшую ширину гусениц.
Аббревиатура КД расшифровывается как «Кировец» дизельный, а КДП — «Кировец» дизельный пропашной.

## Конструкция

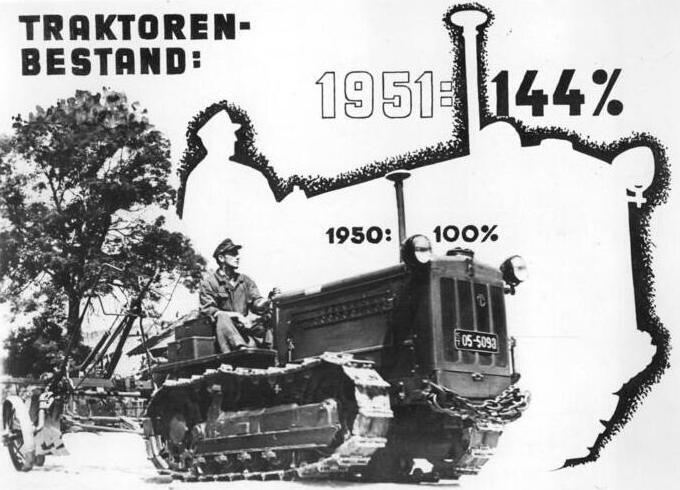
Рекламный проспект трактора КД-35 в ГДР

На трактор устанавливался дизельный двигатель Д-35 мощностью 35 л.с. Коробка передач пятиступенчатая. Количество передач вперед — 5, назад — 1.
В 1959 г. трактор КД-35 был модернизирован: на нем устанавливается двигатель Д-40, мощность которого была увеличена до 45 л.с. за счет увеличения числа оборотов с 1400 до 1600 об/мин; значительно повышена надежность ходовой части, введено устройство, предотвращающее расхождение гусеничных тележек, установлены специальные амортизаторы, уменьшающие раскачивание трактора при работе с навесными орудиями.

## Факты
- Трактор КД-35, как и ряд других тракторов, был изображён на серии спичечных этикеток (в варианте КДП-35)[5]  .                                                        21.08.2015. Вышла масштабная модель (1:43) трактора КД-35 в журнальной серии "Тракторы история люди машины" , синего цвета ,модель имеет несколько недостатков , в том числе отсутствует топливный бак.